# 7 février 1911
Le mardi 7 février 1911 est le 38e jour de l'année 1911.

## Naissances
- Paul Dellapina (mort le 1er juillet 1972), cambrioleur français
- Rudolf Raftl (mort le 5 septembre 1994), footballeur allemand
- Takako Irie (morte le 12 janvier 1995), actrice japonaise

## Décès
- Gideon Ellis Newman (né le 26 octobre 1823), membre de l'Assemblée de l'État du Wisconsin
- Jean-Joseph Sulpis (né le 1er janvier 1826), graveur d'architecture français

## Événements
- Création de comté de Bonneville
- Création du journal quotidien français Paris-Midi